# Jeff Jacobs
Jeff Jacobs  (27 de agosto de 1969 - 4 de janeiro de 2011) foi um músico norte-americano de rock progressivo.